# リカーブボウ

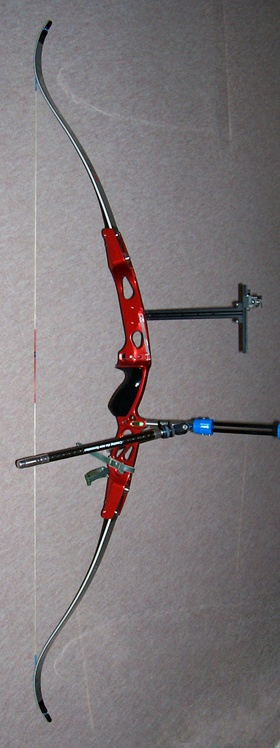
リカーブボウ

リカーブボウ（英: recurve bow）は、弓の一種である。リム本体のカーブに対し、両端に「反り（リカーブ）」があるためリカーブボウと呼ばれる。
リカーブのある弓はそうでない弓に比べて多くのエネルギーを蓄え、優れた効率で矢にエネルギーと速度を与えるため、従来の弓よりも短く作ることができた。これは藪や森などの長い武器が使用しにくい環境や、馬上で使用する際に有利だった。通常より弓本体への負担は大きくなり、また発射音もうるさくなる傾向がある。弦を外した状態のリカーブボウは人によっては紛らわしい形状をしており、ネイティブアメリカンの使用した弓が持ち主を離れて外部の者の手に渡った際、誤って逆に弦が張られたまま使用され、壊れてしまうことがあった。
アーチェリー競技では大きく分けてリカーブボウ、コンパウンドボウ、ベアボウの3つのスタイルが存在するが、オリンピック競技に使用される弓はリカーブボウである。3つのスタイルの中では、リカーブボウは日本国内では最も競技人口が多い。
大きく分けて「ワンピースボウ」（ハンドル・リムが一体の弓）と「テイクダウンボウ」（ハンドルとリムが別の部品の弓）の2つに分かれる。現在は「テイクダウンボウ」が主流。弓の構成は主に、ハンドルライザー、リム、スタビライザー、サイトからなっている。
なお、リカーブボウからスタビライザー、サイト、クリッカー、プランジャーなどを外して原始的な体型の弓がベアボウになる。

## 弓具
アーチェリーの弓具は主に以下の道具で構成される。
ハンドル
一番土台となる道具。ここに様々な道具が加えられる。
アーチェリー発祥時は、竹や木が多く使われていたが、マグネシウム、鉄を経て、現在はカーボンやアルミニウムなどが主流である。
リム
弓のしなる部分。ハンドルからは取り外せるようになっており、硬さ(ポンド数)や種類を変えることができる。素材の違いでフォームコアとウッドコアの二種がある。
ストリング
弦とも言う。弦糸にも種類や色があり、弦糸の本数などを変えることにより弓の特性が最も生かされるものを選ぶ。
スタビライザー
弓を安定させる、棒状のもの。
サイト
照準器。リカーブボウにおいては一点照準のみ許可されている。
クリッカー
ハンドルに取り付ける金属片。矢尺を安定させる。
プランジャー
クッションプランジャーとも言う。射出される矢の補正を行う。
ウェイト
ハンドルライザーやスタビライザに取り付け、弓の重量バランスを調整する。
矢
シャフト、ノック、ポイント、羽根から構成される。
タブ
引き手の指先を弦との摩擦から保護する為のもの。主に皮革製。
アームガード
ストリングが腕を打つのを防ぐために、弓を持つ手の前腕に装着するもの。
チェストガード
リリースの際、衣服がストリングに巻き込まれることを防ぐ。
ボウスリング
手を離しても弓が落ちないようにするための紐状の道具。行射の際、弓は握るものではない為。

## アーチェリーの射法
- スタンス(足がまえ)
- セット(胴がまえ)
- ノッキング(矢つがえ)
- セットアップ(うちおこし)
- ドローイング(引分け)
- フルドロー(会)
- リリース(矢はなれ)
- フォロースルー(残心)